# Nemoria
Nemoria is een geslacht van vlinders van de familie spanners (Geometridae), uit de onderfamilie Geometrinae.

## Soorten
- N. acora Dognin, 1898
- N. acutularia Schaus, 1912
- N. adaluzae Pitkin, 1993
- N. adjunctaria Dyar, 1914
- N. aemularia Barnes & McDunnough, 1918
- N. agenoria Schaus, 1912
- N. albaria Grote, 1883
- N. albilineata Cassino, 1927
- N. anae Pitkin, 1993
- N. anchistropha Prout, 1932
- N. antipala Prout, 1932
- N. arizonaria Grote, 1883
- N. astraea Druce, 1892
- N. aturia Druce, 1892
- N. bifilata Walker, 1863
- N. bistriaria Hübner, 1809
- N. caerulescens Prout, 1912
- N. callirrhoe Prout, 1932
- N. capys Druce, 1892
- N. capysoides Schaus, 1901
- N. cara Dyar, 1918
- N. carbina Druce, 1892
- N. carolinae Pitkin, 1993
- N. catachloa Hulst, 1898
- N. conflua Warren, 1904
- N. consimilis Warren, 1909
- N. conspersa Warren, 1904
- N. cosmeta Prout, 1912
- N. characta Prout, 1932
- N. daedalea Ferguson, 1969
- N. darwiniata (Dyar, 1904)
- N. defectiva Prout, 1932
- N. delicataria Möschler, 1881
- N. dentilinea Warren, 1897
- N. diamesa Ferguson, 1969
- N. dorsilinea Schaus, 1912
- N. duniae Pitkin, 1993
- N. elbae Pitkin, 1993
- N. elfa Ferguson, 1969
- N. epaphras Schaus, 1912
- N. erina Dognin, 1896
- N. eugeniae Pitkin, 1993
- N. extremaria Walker, 1861
- N. festaria Hulst, 1886
- N. florae Pitkin, 1993
- N. fontalis Warren, 1909
- N. franciscae Pitkin, 1993
- N. gerardinae Pitkin, 1993
- N. gladysae Pitkin, 1993
- N. glaucomarginaria (Barnes & McDunnough, 1917)
- N. gortaria Schaus, 1901
- N. haematospila Prout, 1912
- N. hazelae Pitkin, 1993
- N. hypotiches Prout, 1993
- N. imitans Warren, 1907
- N. inaequalis Prout, 1917
- N. incognita Warren, 1900
- N. integra Warren, 1897
- N. intensaria Pearsall, 1911
- N. interlucens Schaus, 1912
- N. isabelae Pitkin, 1993
- N. karlae Pitkin, 1993
- N. latimarginaria Maassen, 1890
- N. latirosaria Pearsall, 1906
- N. leptalea Ferguson, 1969
- N. lixaria Guenée, 1857
- N. lorenae Pitkin, 1993
- N. marianellae Pitkin, 1993
- N. marielosae Pitkin, 1993
- N. mimosaria Guenée, 1857
- N. modesta Dognin, 1911
- N. morbilliata Felder & Rogenhofer, 1875

- N. mustela Druce, 1892
- N. mutaticolor Prout, 1912
- N. nigricincta Warren, 1904
- N. nigrisquama Dognin, 1904
- N. nympharia Schaus, 1912
- N. obliqua Hulst, 1898
- N. oppleta Warren, 1907
- N. outina Ferguson, 1969
- N. ozalea Prout, 1932
- N. pacificaria Möschler, 1881
- N. parcipuncta Dognin, 1908
- N. parvipuncta Warren, 1900
- N. penthica Prout, 1917
- N. peruviana Prout, 1916
- N. pescadora Beutelspacher, 1984
- N. pistaciaria Packard, 1876
- N. prava Prout, 1932
- N. priscillae Pitkin, 1993
- N. pulcherrima Barnes & McDunnough, 1916
- N. pulveraria Schaus, 1901
- N. pulverata Dognin, 1914
- N. punctilinea Dognin, 1902
- N. rectilinea Warren, 1906
- N. remota Warren, 1900
- N. rindgei Ferguson, 1969
- N. rosae Pitkin, 1993
- N. roseilinearia Dognin, 1892
- N. rubrifrontaria Packard, 1873
- N. sarukhani Pitkin, 1993
- N. saryae Pitkin, 1993
- N. saturiba Ferguson, 1969
- N. scriptaria Hübner, 1823
- N. sellata Warren, 1907
- N. sigillaria Guenée, 1857
- N. sordifrons Prout, 1932
- N. spatha Debauche, 1937
- N. splendidaria Grossbeck, 1910
- N. spurca Herbulot, 1982
- N. strigaria Schaus, 1912
- N. strigataria Grossbeck, 1910
- N. subsequens Ferguson, 1969
- N. tarachodes Dyar, 1922
- N. thelys Prout, 1932
- N. tickelli Pitkin, 1993
- N. torsilinea Warren, 1905
- N. toxeres Prout, 1932
- N. tuscarora Ferguson, 1969
- N. tutala Dognin, 1898
- N. unipunctata Prout, 1912
- N. unitaria (Packard, 1873)
- N. venezuelae Prout, 1932
- N. vermiculata Dognin, 1914
- N. vinocincta Warren, 1901
- N. viridicaria Hulst, 1880
- N. viridicincta Schaus, 1901
- N. virididiscata Dognin, 1923
- N. winniae Pitkin, 1993
- N. xaliria Dognin, 1898
- N. zelotes Ferguson, 1969
- N. zernyi Prout, 1932
- N. zygotaria Hulst, 1886